# 東京綜合車輛中心

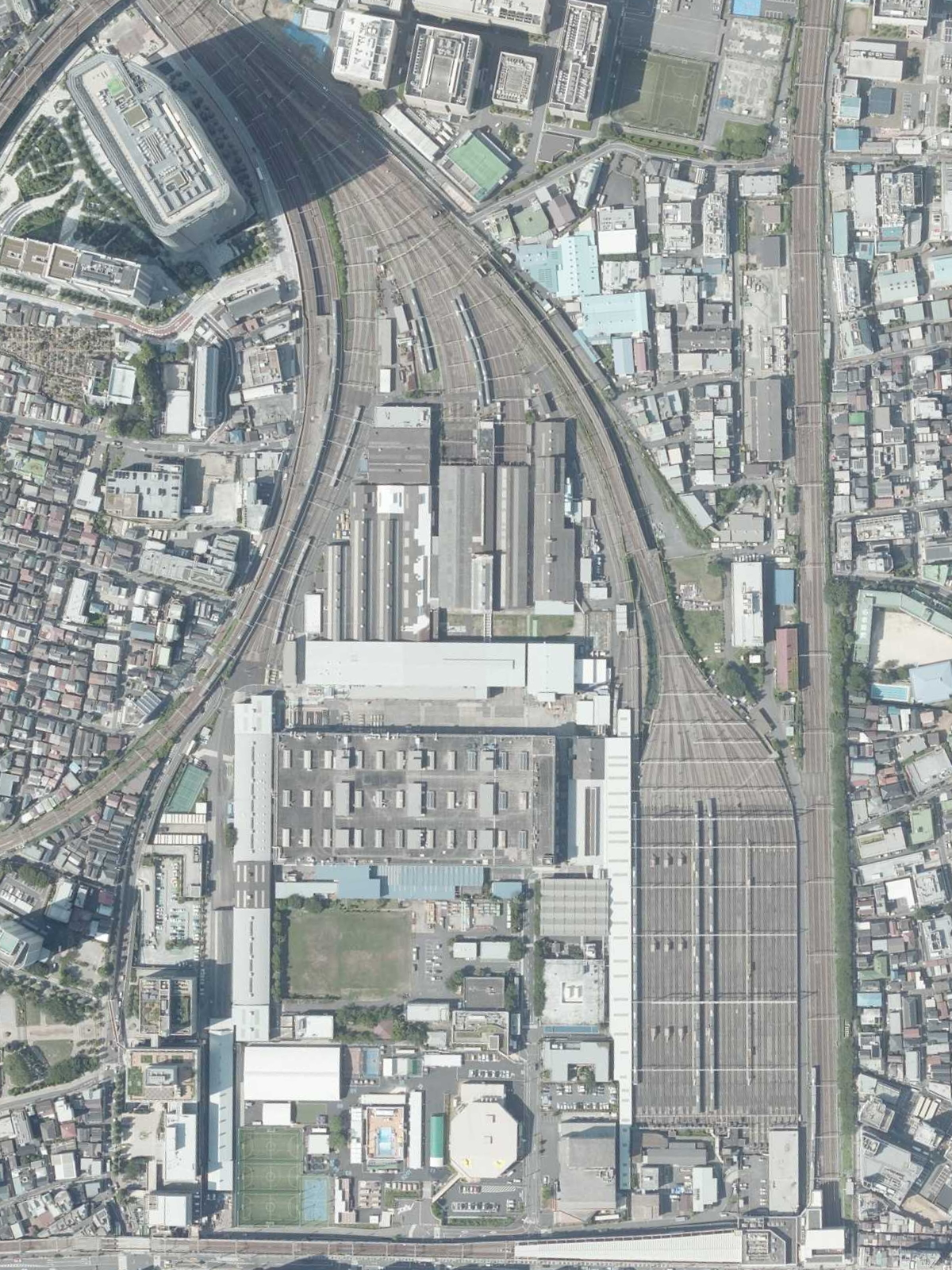
東京綜合車輛中心衛星圖（2019年8月）

大崎附近概略圖

東京綜合車輛中心（日语：／ Tokyo sougou syaryou senta */?是東日本旅客鐵道的車輛基地及車輛工場。基地位於東京都品川區広町2丁目。由東日本旅客鐵道首都圈本部管轄。

## 機構

### 東區
車輛段部分（原山手電車區）稱為東區。山手線上使用的所有電車、試驗車、訓練車均停泊於此，日夜進行定期檢查和臨時維修。
地理位置上，位於舊大井工廠東側，東側鄰近東海道本線，南側鄰近東急大井町線大井町站。與大崎站入出區綫相連。
是一個兩層的火車站，建於1967年，採用混凝土高架軌道，下層“下收容線”有22條軌道（1至22號月台），高架“上收容線”有23條軌道（31- 22號月台）。1至4號月台為搶修線，其中2、3號軌道與基地後方的搶修場相連，簡稱2、3號搶修軌道。第二軌道裝有千斤頂，第三軌道裝有輪銑裝置。以往，用於現場調車的訓練車輛（143型電車）經常停放在1號和4號月台上。5至7號線為定期檢查用的坑線，8至11號線用於清洗，12號線及以後用作滯留線。

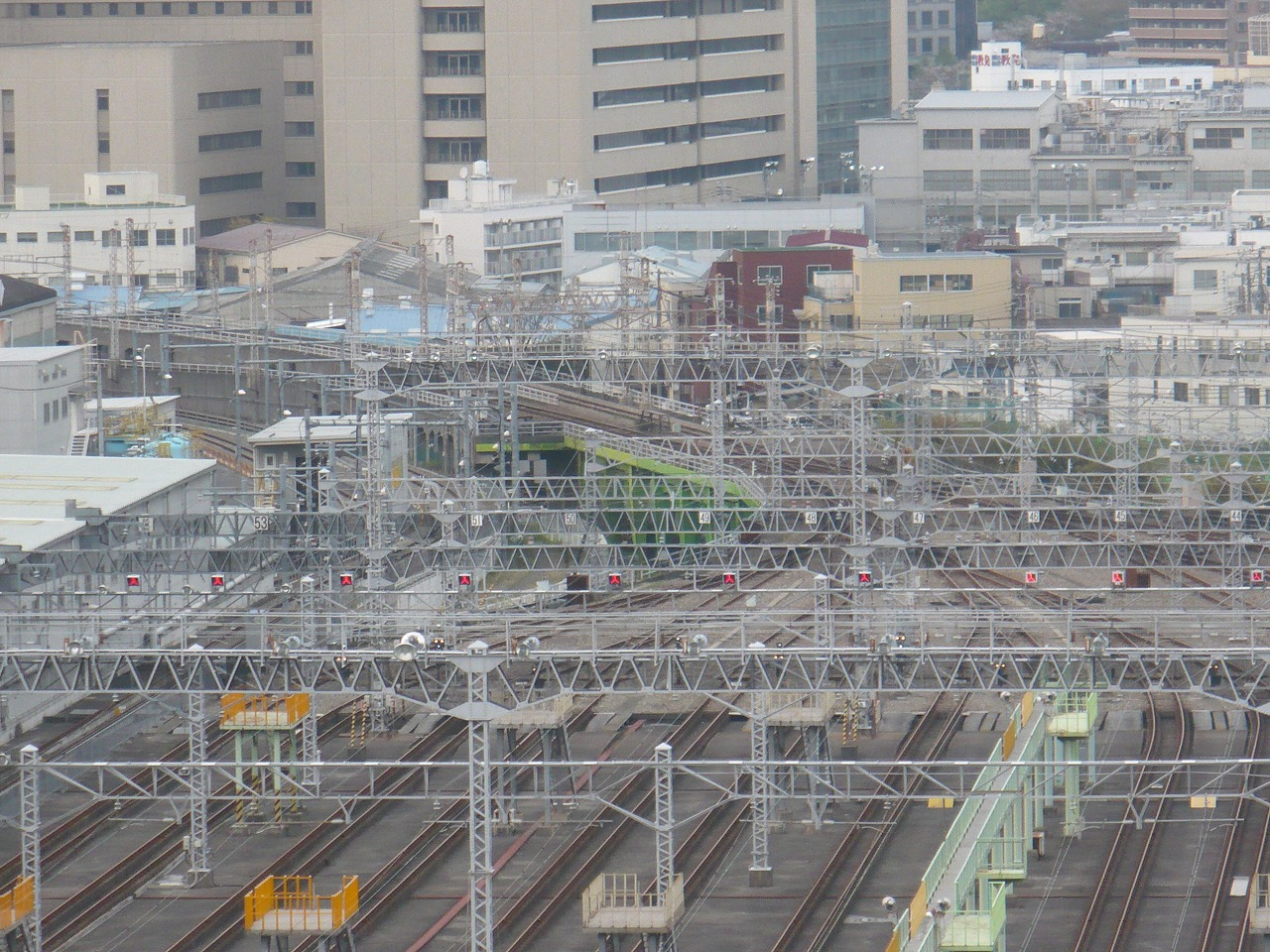
東區留置綫段
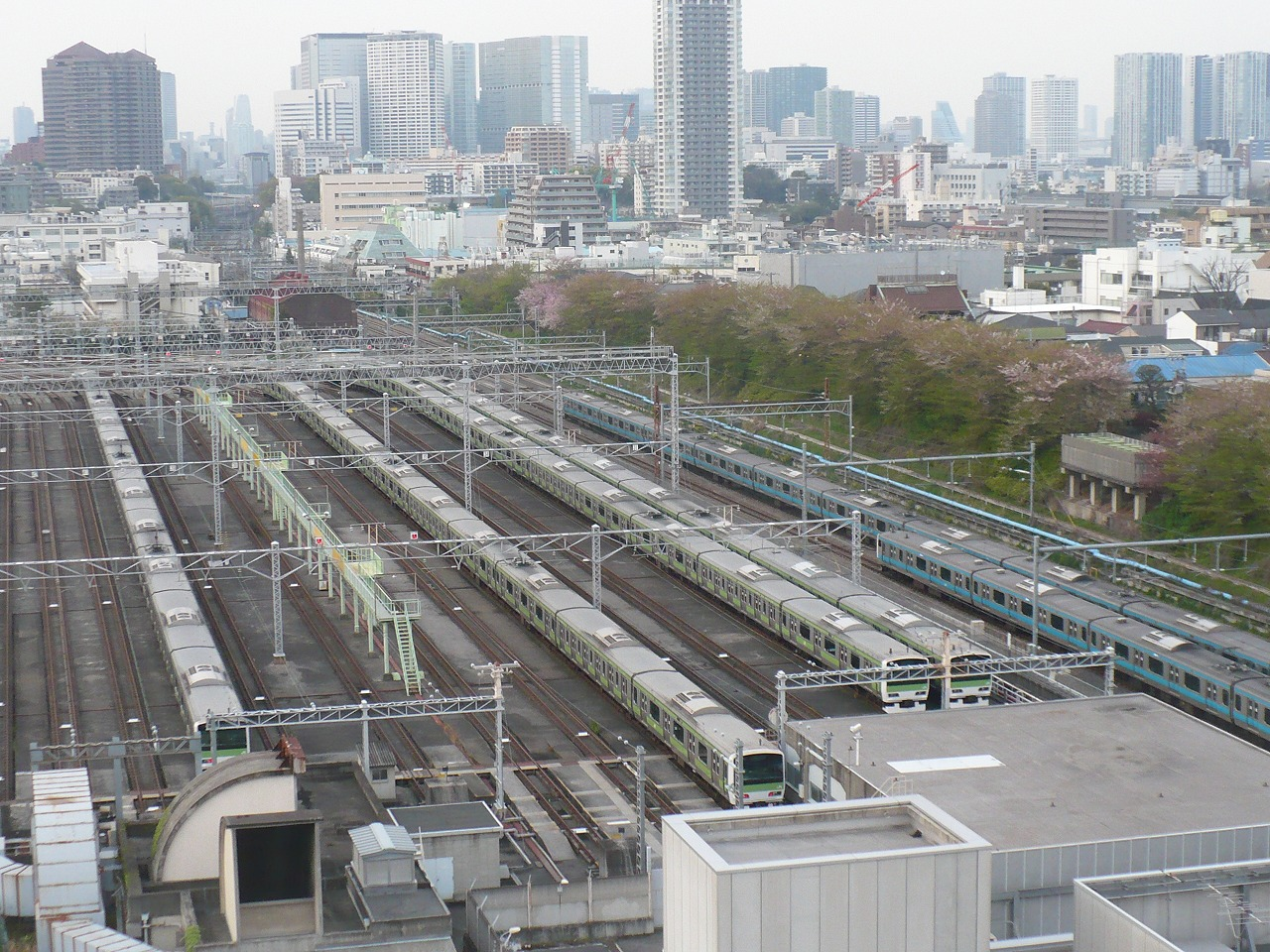
留置軌道段的E231系500系和東側運行的京濱東北線E233系1000系

### 西區
車輛工廠部分（舊大井工廠）被稱為西區。自日本國有鐵道時代起，就專門從事東京地區列車的檢查、維修和改裝工作。 直到2023年，該處還有一個磚製皇家車庫，但由於週邊地區的重建而消失。已儲存的歷史皇家客車（名義上位於尾久鐵路中心）的目的地和狀態尚未公開。此外，還保留了各種舊車輛。
截至2017年，東京通用車輛中心負責大部分新系列車輛（209系列、E231系列、E233系列等）的檢查，並擁有這些車輛的最佳維修設備。此外，由於新系列車輛具有出色的耐用性和耐磨性，因此實施了名為「新維護系統」的檢查系統，該系統是傳統檢查系統的簡化版本（優化了每個設備的檢查間隔）。
西區最西側是1997年11月竣工的“新系列車輛檢查維修西大樓”，東側是2004年12月竣工的“新系列車輛檢查維修東大樓”。這些檢查修理大樓是可以在原來狀態下對最多6輛車輛（西樓）或最多11輛車輛（東樓）進行轉向架、屋頂安裝設備等檢查的設施，而無需將每輛汽車單獨分開。該設施旨在有效檢查新系列車輛。 205系列由大宮通用車輛中心管理。
有報廢車輛拆解設備，但近年來很少使用，因為拆解大多在長野通用車輛中心進行。

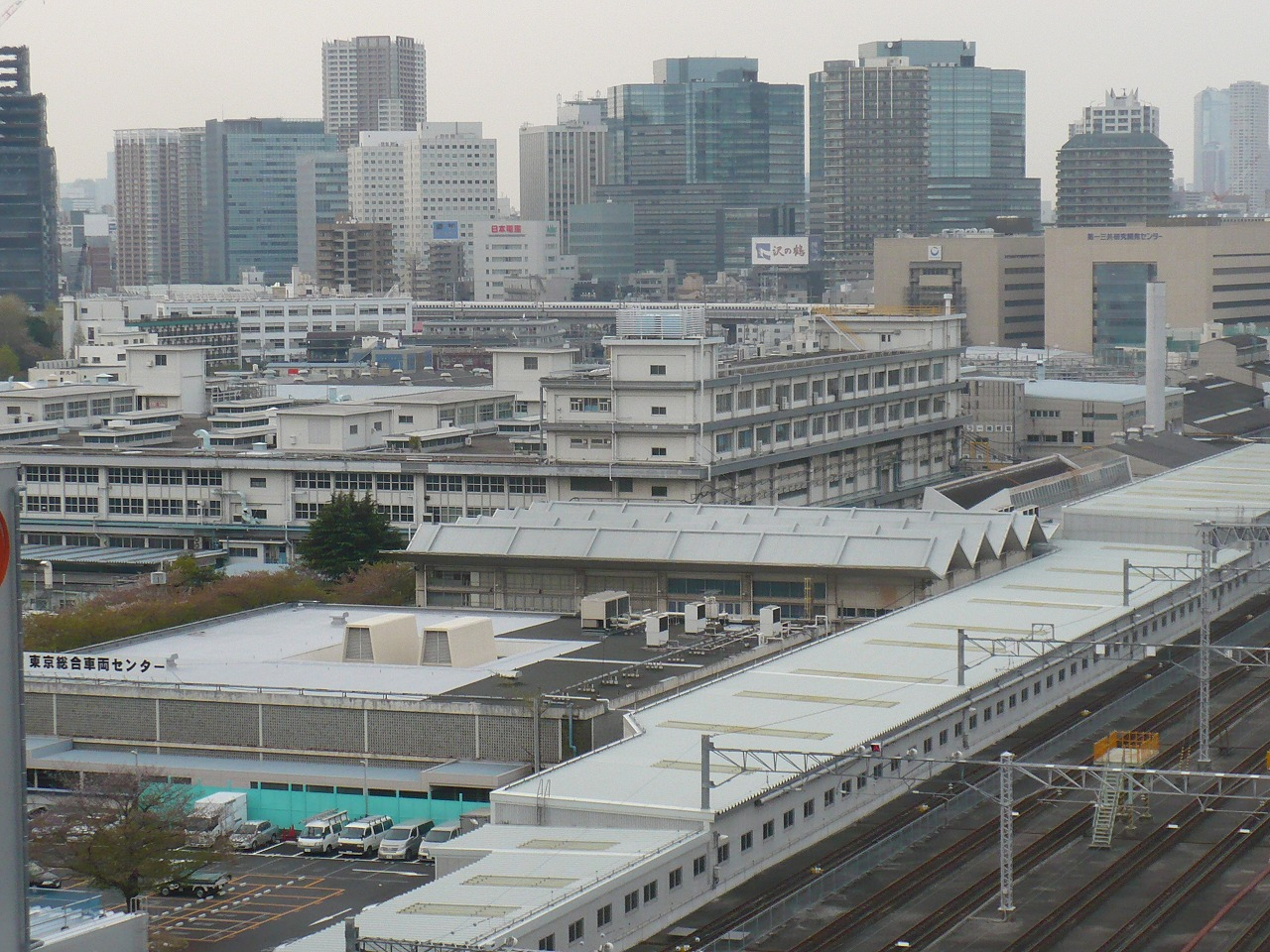
西區車輛工場部

## 配置車輛
現時該車輛中心有以下車輛：

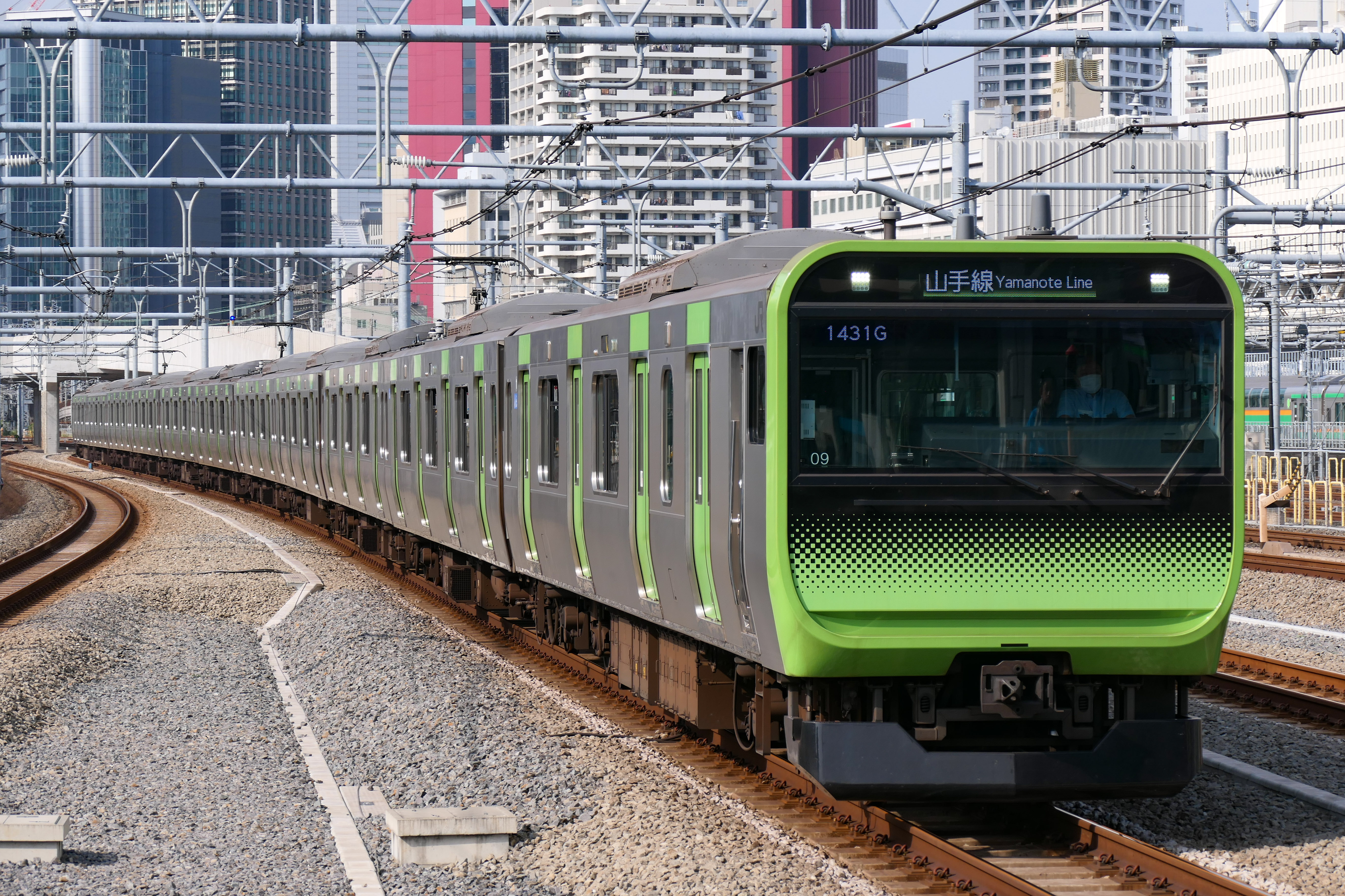
E235系電車
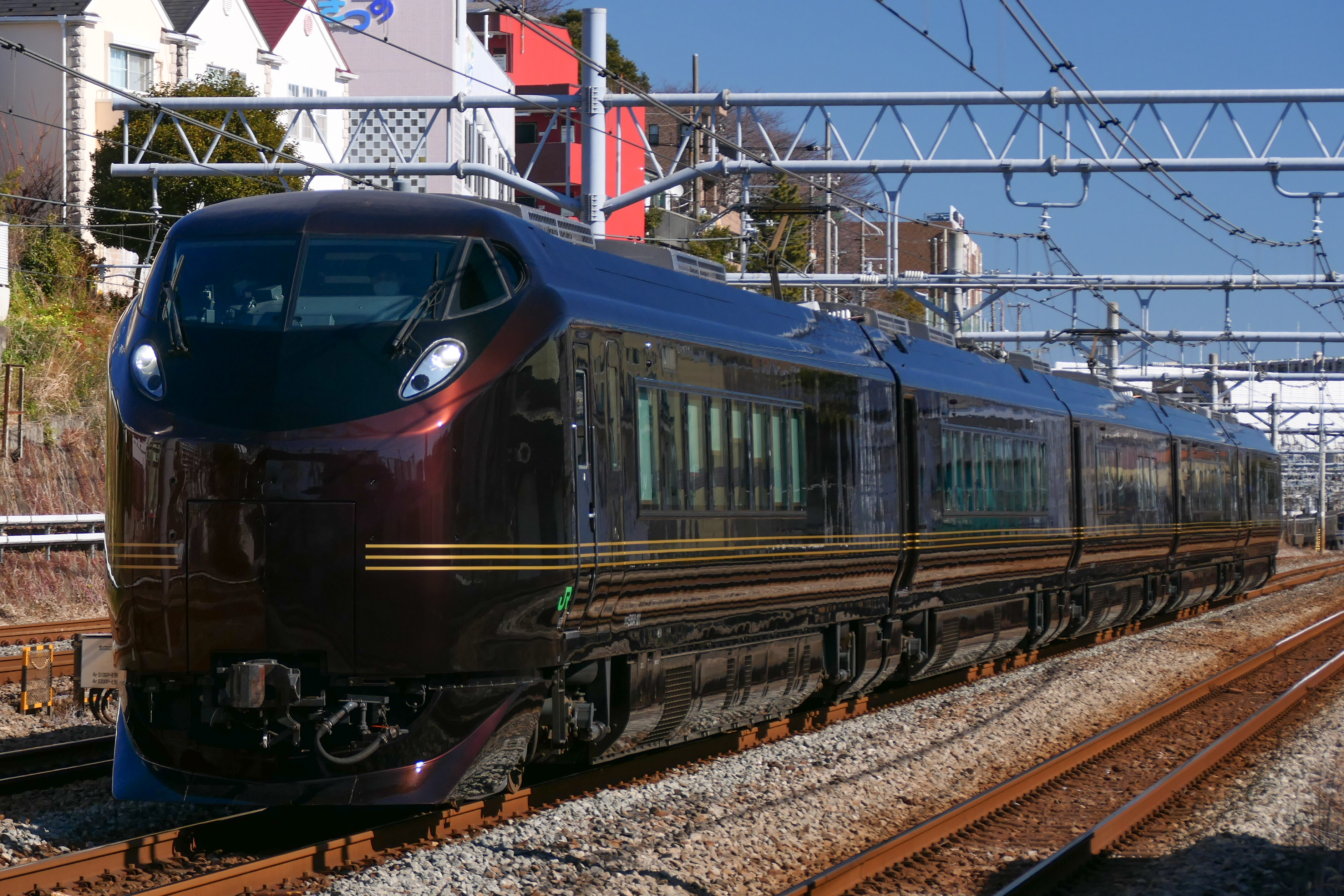
E655系電車
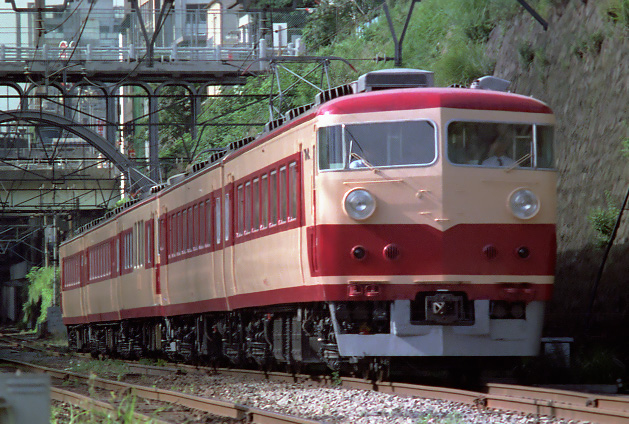
國鐵157系電車（日语：国鉄157系電車）
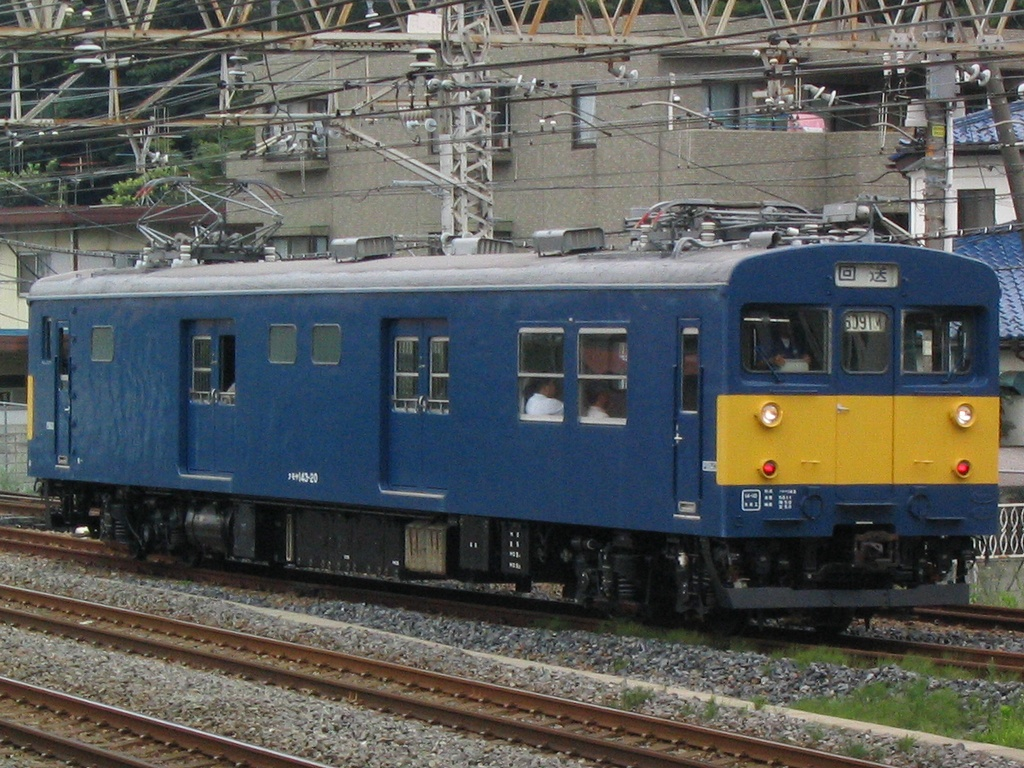
國鐵143型電車

### 過去的配置車輛

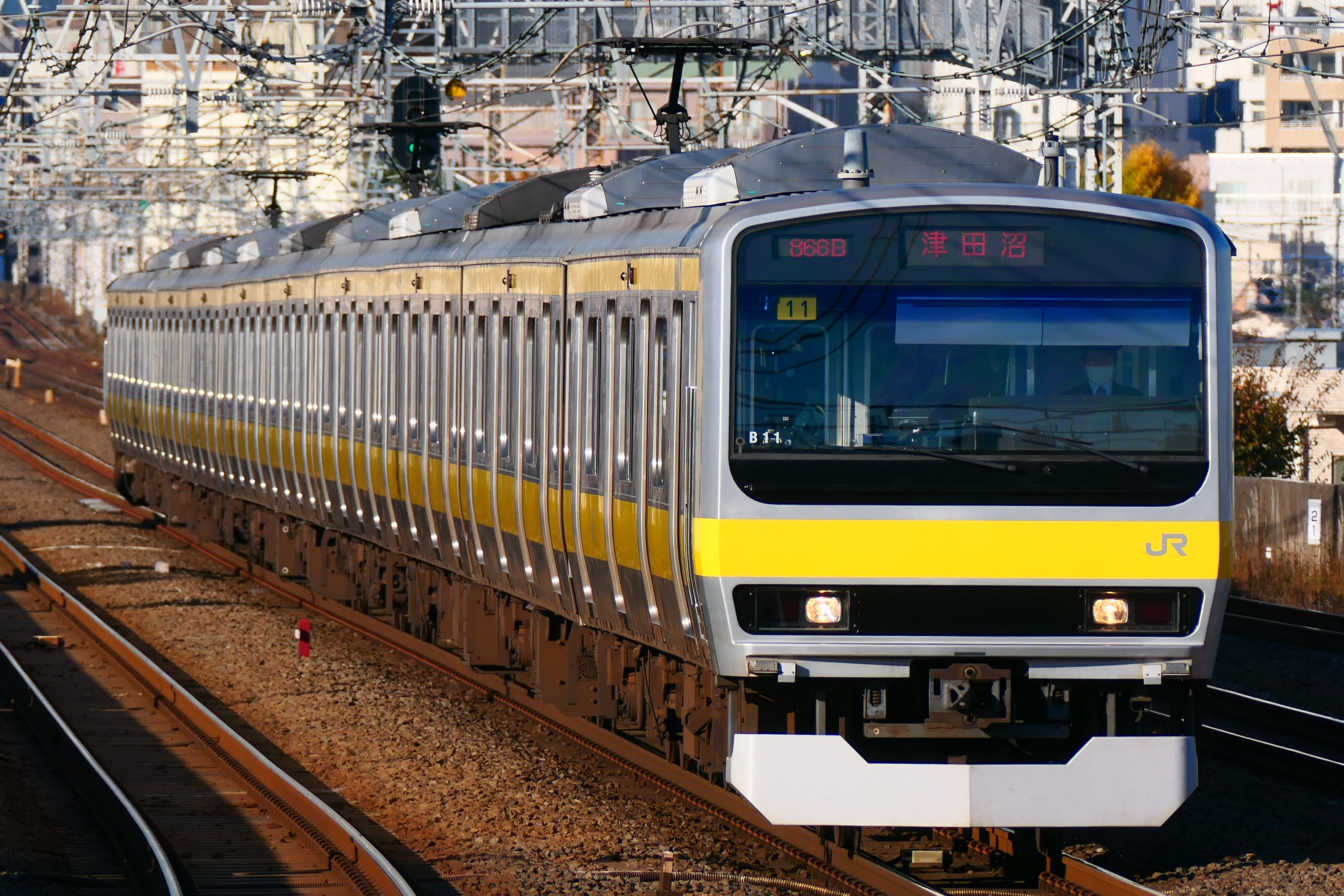
E231系電車500番台
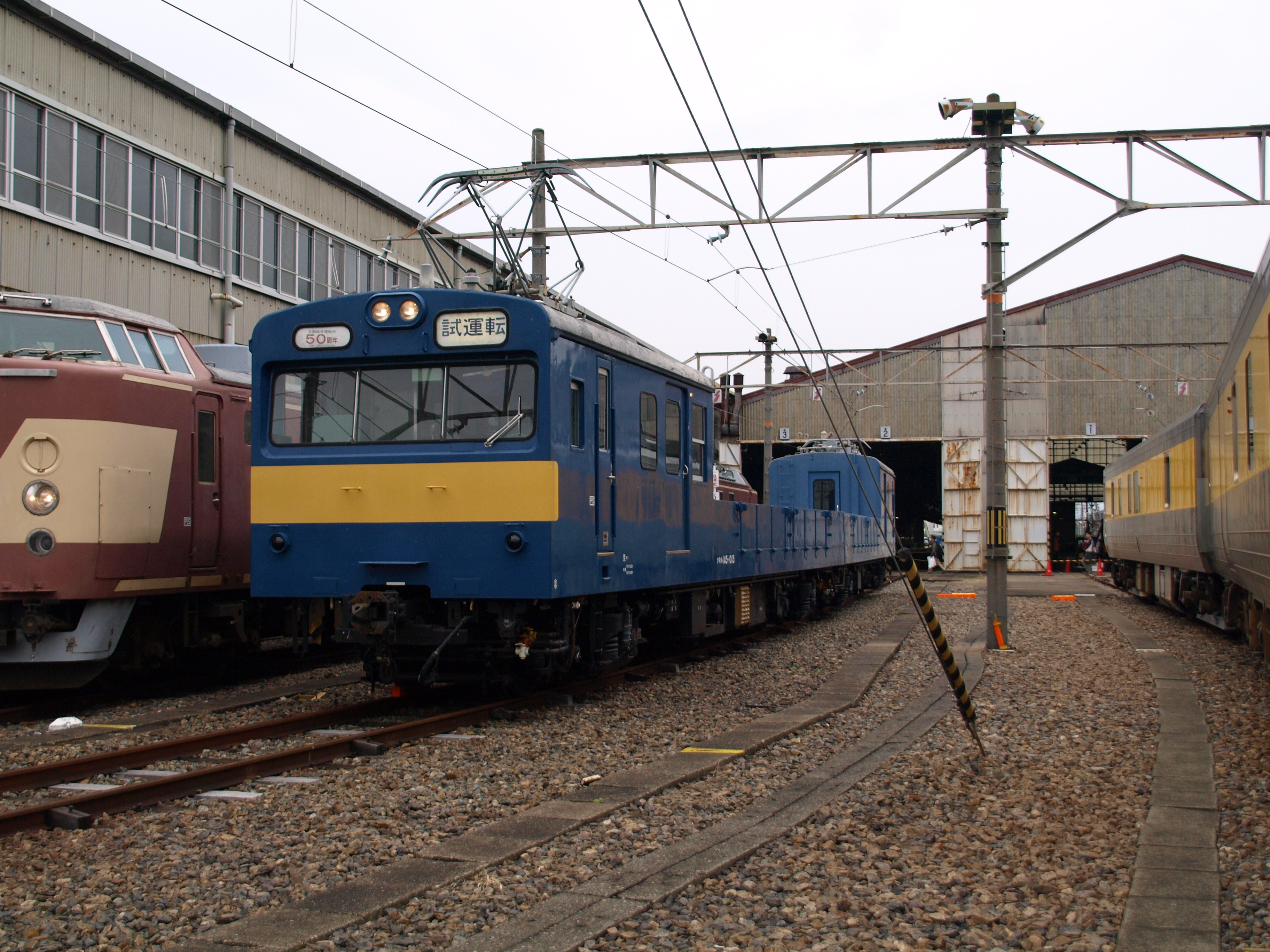
國鐵145、144型電車
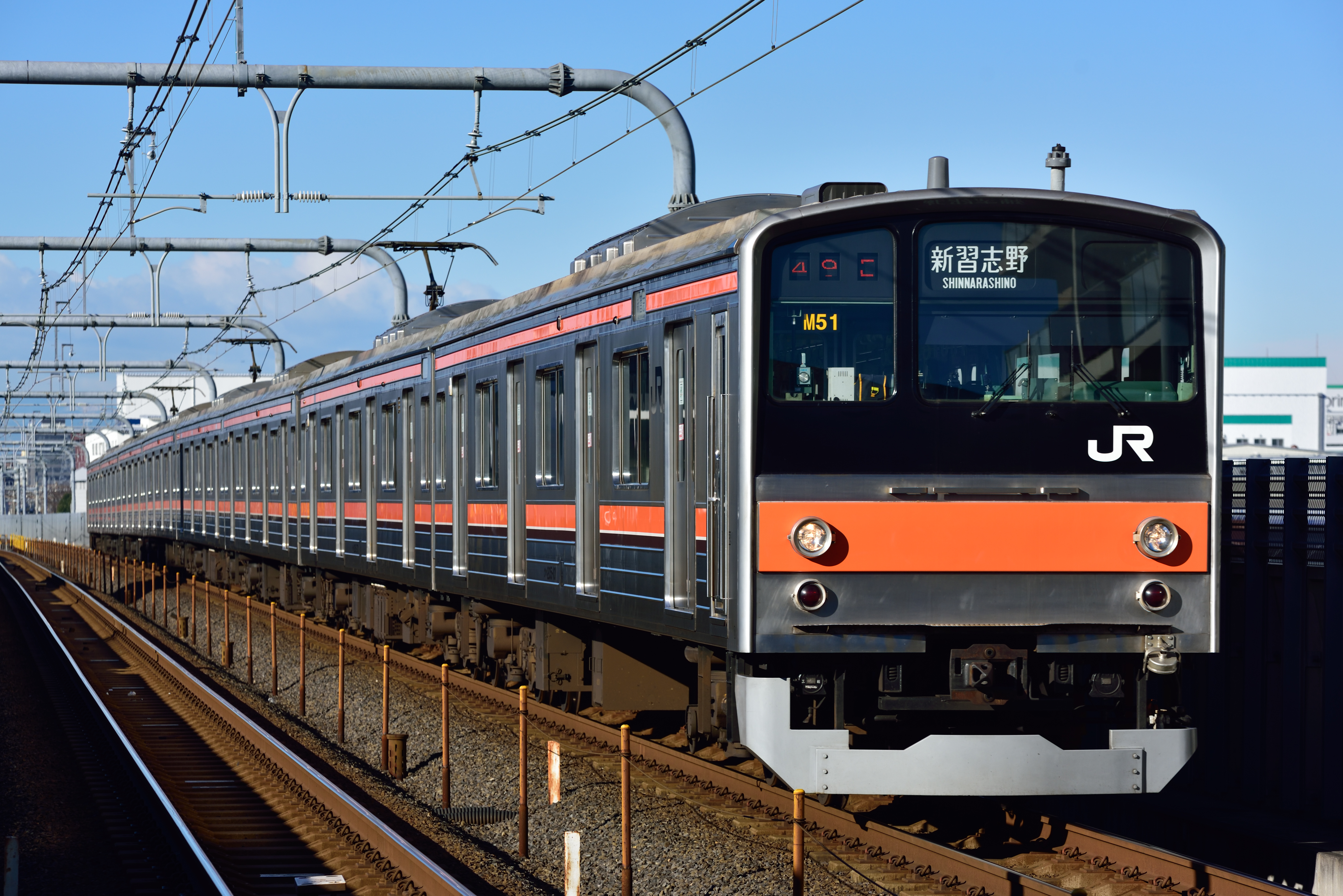
205系電車
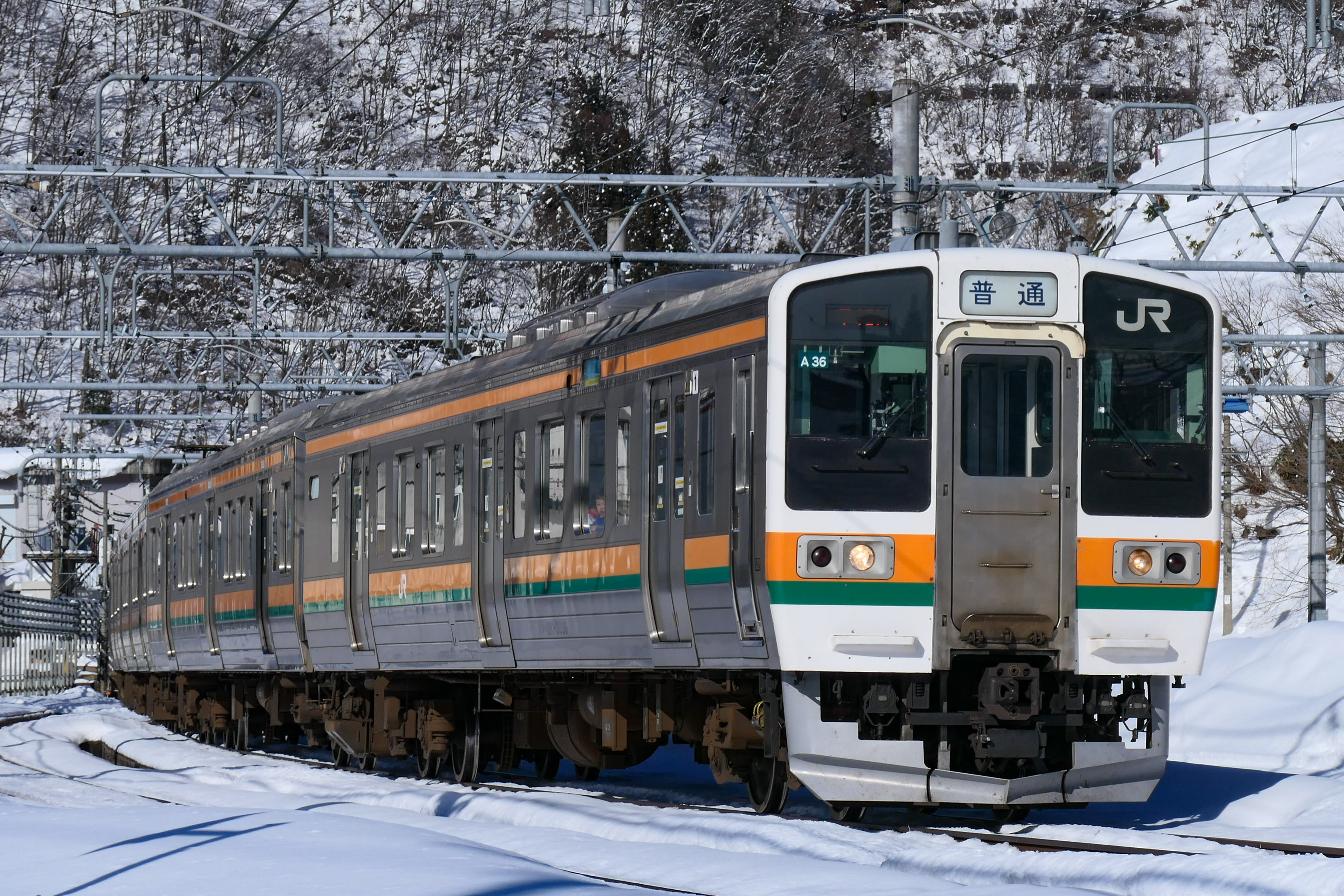
211系電車